# Vocală mijlocie anterioară nerotunjită
| [e̞]      |
| Audio: ▶ |

În fonetică, vocala mijlocie anterioară nerotunjită este un tip de sunet vocalic folosit în unele limbi vorbite. Simbolul acestui sunet în Alfabetul Fonetic Internațional este [e]. Același simbol este folosit și pentru vocala semiînchisă anterioară nerotunjită. Această ambiguitate este permisă deoarece nu există nici o limbă care să distingă fonemic cele două vocale. În schimb o serie de limbi disting variantele semiînchisă și semideschisă, ca de exemplu limbile franceză, italiană, maghiară, germană. Atunci cînd se dorește diferențierea între vocala [e] mijlocie și cea semiînchisă, varianta mijlocie se marchează cu semnul diacritic care indică deschiderea suplimentară a unei vocale, astfel: [e̞].
În limba română acest sunet se notează în scris cu litera E. Exemple: egal /e'gal/, melc /melk/, mare /'ma.re/. Trebuie precizat că litera E poate reprezenta și semivocala corespunzătoare, în cuvinte precum stea /ste̯a/, ceartă /'ʧe̯ar.tə/. De asemenea, în unele cuvinte litera E poate fi citită ca diftongul [je], de exemplu în este /'jes.te/, el /jel/.

## Pronunție
- Este o vocală mijlocie, adică pronunțată cu o deschidere a gurii intermediară între o vocală închisă și una deschisă, mai precis între o vocală semiînchisă și una semideschisă.
- Este o vocală anterioară, adică articulată în partea dinainte a cavității bucale.
- Este o vocală nerotunjită, adică pronunțată fără a rotunji buzele.

## Exemple în alte limbi
Vocala mijlocie [e̞] apare în limbi precum spaniolă, japoneză, coreeană, turcă. Este de observat că există și alte limbi în care apare o singură vocală anterioară între cea închisă, [i], și cea deschisă, [a], dar aceasta nu este neapărat mijlocie. De exemplu limba igbo vorbită în Nigeria are numai varianta semiînchisă, iar limba bulgară are numai varianta semideschisă.
- Albaneză: keq [ke̞c] (rău)
- Engleză (americană): late [le̞ɪt] (tîrziu)
- Greacă: επέτρεψε [e̞ˈpe̞tɾe̞pse̞] (a permis)
- Japoneză: 笑み emi [e̞mi] (zîmbet)
- Spaniolă: bebé [be̞ˈβ̞e̞] (bebeluș)
- Turcă: kel [ke̞l] (chel)